# Dieskaustraße
Die Dieskaustraße ist eine wichtige Verkehrsverbindung im Leipziger Südwesten.

## Lage

Gasthof „Goldener Adler“, ca. 1900

Die Dieskaustraße beginnt in Verlängerung der Zschocherschen Straße an der Grenze zu Plagwitz am Adler, der wichtigsten Hauptstraßenkreuzung im Leipziger Stadtteil Kleinzschocher. Dieser Straßenstern verdankt seinen Namen noch heute der goldenen Adlerskulptur, die sich am Giebel des seit 1874 bestehenden Gasthofs Goldener Adler befand. Das baufällige Gebäude wurde 1994 abgerissen. Bis heute ist das Grundstück im spitzen Winkel zwischen Windorfer und Dieskaustraße unbebaut geblieben. Die perforierte Stadtstruktur an der Kreuzung wurde durch den Um- und Neubau der Kaufhalle (heute ein Rewe-Supermarkt) ein Stück weit repariert.

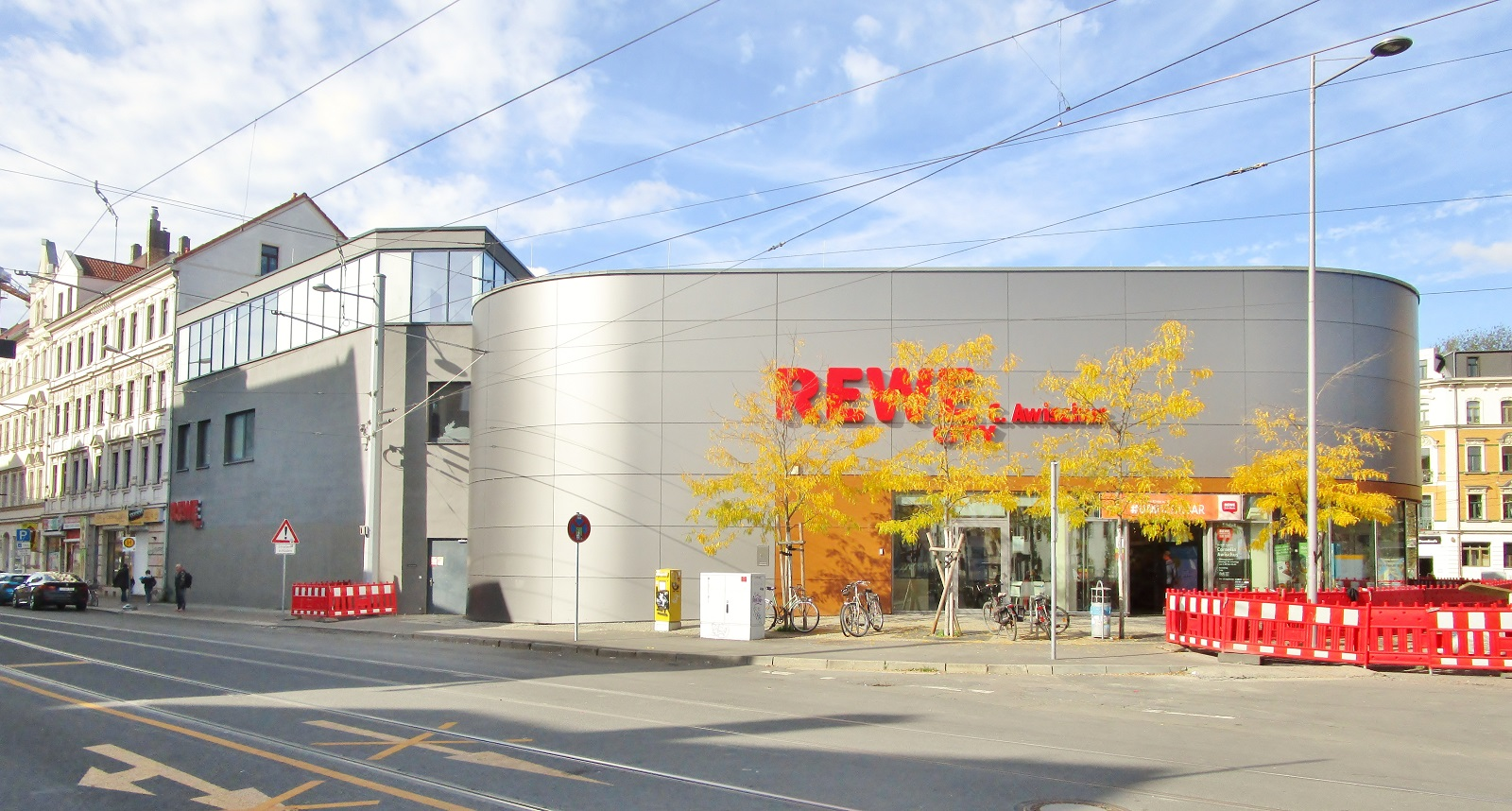
Umgebaute Kaufhalle am Adler

Die Dieskaustraße verläuft weiter in südliche Richtung durch die Stadtteile Kleinzschocher, Großzschocher, Windorf, Knautkleeberg bis nach Knauthain, wo sie nach der Hausnummer 483A (Tankstelle) an der Knautnaundorfer Straße endet.

## Geschichte
Die Dieskaustraße folgt – wie ihr nördliches Anschlussstück, die Zschochersche Straße – einer mittelalterlichen Wegeverbindung, die Lindenau mit den südlich gelegenen Dörfern am linken Ufer der Weißen Elster verband. Diese entstand vermutlich in der zweiten Hälfte des 13. Jahrhunderts, als die Knutonen Grundherren der Dörfer Knauthain, Knautkleeberg und Knautnaundorf waren. Mit diesen waren sie durch die Bischöfe von Merseburg belehnt worden. Im Jahr 1898 berichtete man: „Die Plagwitzer Straße scheint die älteste Straße des Ortes zu sein, denn wir haben noch Leute in unserem Stadttheile, die sich erinnern können, daß deren Eltern die Wegebaurente nach Merseburg an das Stift bezahlen mußten“ (Grund- und Hausbesitzerverein Leipzig-Kleinzschocher: )

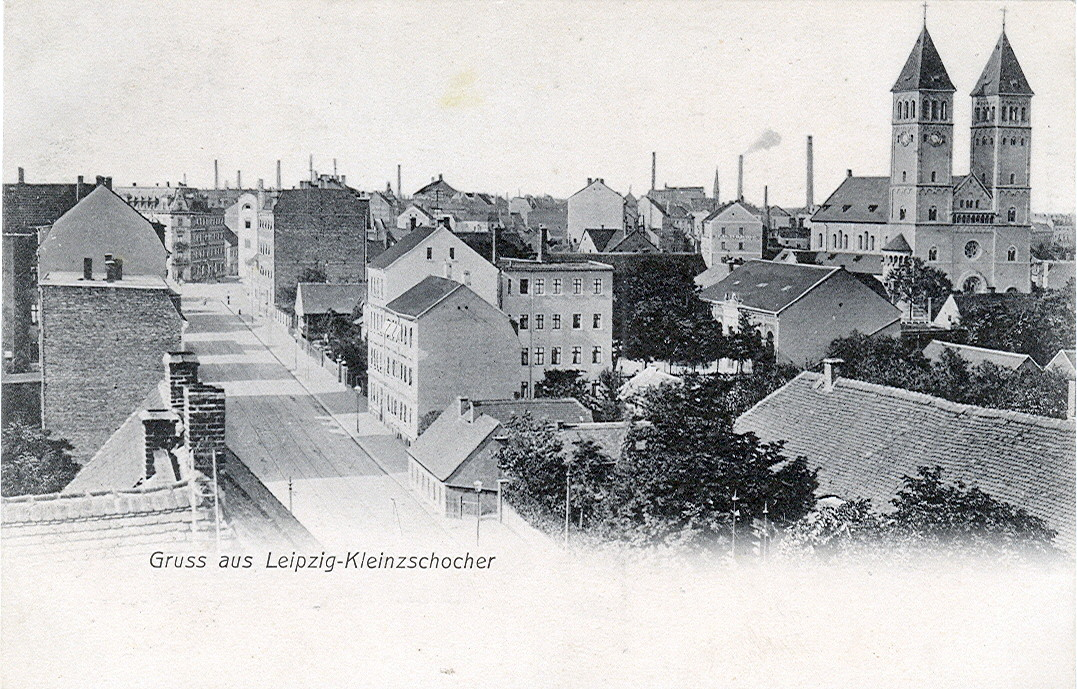
Dieskaustraße, ca. 1917, vorn rechts befindet sich der Gasthof „Reichsverweser“ (heute Martinsplatz)

Die heutige Dieskaustraße wurde 1879 im „Straßen- und Wegeregulativ für Kleinzschocher“ als „Lindenau-Knauthainer Straße“ bezeichnet. Im Zuge der Industrialisierung der Gebiete westlich von Leipzig wurde 1876 ein Bauplan zur Errichtung von Wohnhäusern westlich der Plagwitzer Straße aufgestellt. Aufgrund des damit verbundenen Anstiegs der Einwohnerzahl und der großen Anzahl an Pendlern beantragte der Gemeinderat von Kleinzschocher 1886 den Anschluss an das Leipziger Straßenbahnnetz. Dieser erfolgte jedoch erst 1896/97, nachdem Kleinzschocher 1890 nach Leipzig eingemeindet worden war. Im Jahr 1891 wurde die Plagwitzer Straße von 17 auf 21 Meter verbreitert.

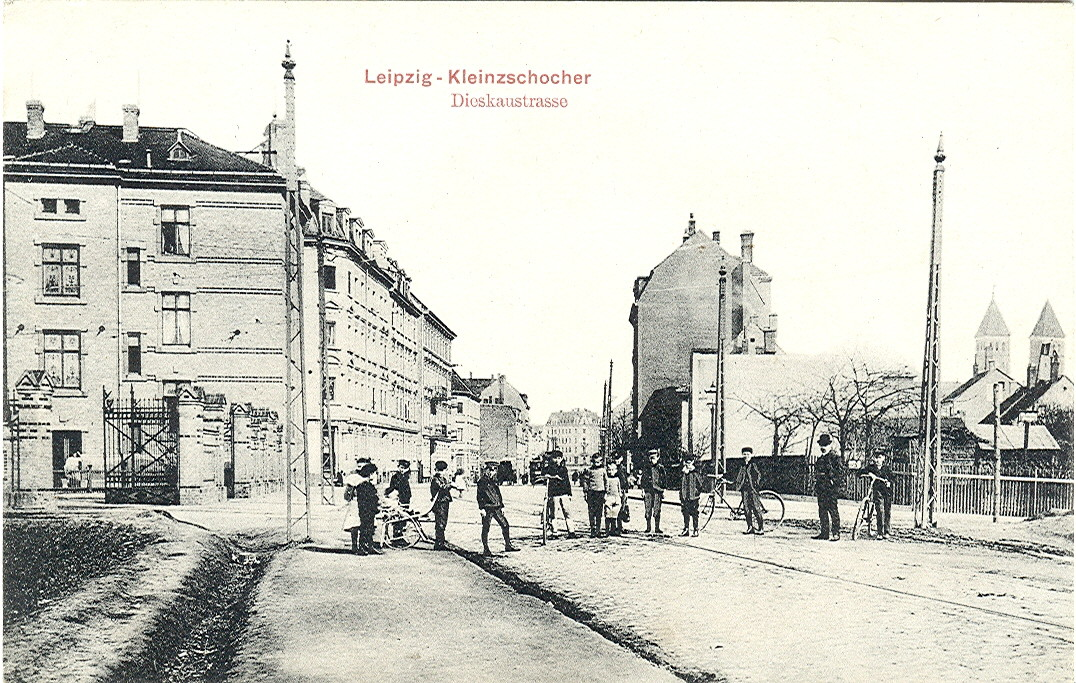
Dieskaustraße, Ecke Kötzschauer Straße, ca. 1917 (in Höhe der heutigen Alfred-Rosch-Kampfbahn)

Trotz der beachtlichen Größe erreichte die Dieskaustraße kaum den Status einer bedeutenden Ausfallstraße wie beispielsweise die Koburger Straße, da der Leipziger Güter- und Handelsverkehr nach Süden größtenteils östlich der Elsteraue verlief. Mit dem Neubau der vierspurigen Bundesstraße 2 verlor die Dieskaustraße zusätzlich an Bedeutung.
Von 2022 bis voraussichtlich 2027 wird die Dieskaustraße zwischen Antonienstraße und Brückenstraße ausgebaut. Im Rahmen der gemeinsamen Baumaßnahme der Stadt Leipzig und der Leipziger Gruppe werden die Fahrbahnen, Gleis- und Haltestellenanlagen, Fuß- und Radwege sowie Trink- und Abwasserleitungen vollständig modernisiert. Der erste Abschnitt zwischen Gerhard-Ellrodt- und Huttenstraße wurde von 2022 bis 2024 erneuert. Seit 2024 und noch bis Ende 2025 wird im Abschnitt zwischen Antonienstraße und Radrennbahn gebaut. Schließlich soll 2026 und 2027 der letzte Abschnitt zwischen Radrennbahn und Huttenstraße folgen. Bereits 2021 erfolgte der Ausbau des Kreuzungsbereichs Dieskau-/Windorfer/Antonien-/Zschochersche Straße (Adler).

## Straßenname
Die Dieskaustraße erhielt ihren heutigen Namen nach der Familie von Dieskau, die vom Ende des 16. Jahrhunderts bis zum Ende des 17. Jahrhunderts Besitzer der Rittergüter Kleinzschocher, Großzschocher und Knauthain war. Ein genauer Benennungszeitpunkt kann nicht angegeben werden, da die Straße zu unterschiedlichen Zeiten in den einzelnen Vororten unterschiedliche Namen hatte. In Großzschocher kam der Name 1896 und in Kleinzschocher 1904 auf. Mit Benennung der Zschocherschen Straße im Jahre 1904 wurde das nördliche Teilstück der ehemaligen Plagwiter Straße von der Gemarkungsgrenze Plagwitz (etwa in Höhe der Markranstädter Straße) bis zum Adler zur neuen Zschocherschen Straße gezogen, der südliche Teil kam zur bestehenden Dieskaustraße in Großzschocher.
Ab 1950 trug die Dieskaustraße den Namen Straße des Komsomol. Grund dafür war unter anderem der enorme kommunistische Widerstand im Leipziger Südwesten während der Zeit des Nationalsozialismus. Im Gasthof „Reichsverweser“ am Martinsplatz befand sich 1933 eine illegale Druckerei der KPD. Auch die ehemalige kaufmännische Berufsschule II erhielt 1985 den Namen „Erika von Brockdorff“.
Im Zuge der Wiedervereinigung erfolgte zum 1. Januar 1992 die Rückbenennung in Dieskaustraße.

## Verkehr
Seit 1896 besteht eine Straßenbahnlinie auf der Dieskaustraße. Gegenwärtig verkehrt die Linie 3 bis fast an das Ende der Dieskaustraße in Knauthain. Ebenfalls besteht Zugverkehr auf der Strecke Leipzig–Gera–Saalfeld, deren Haltepunkt sich in Knauthain befindet.

## Bebauung

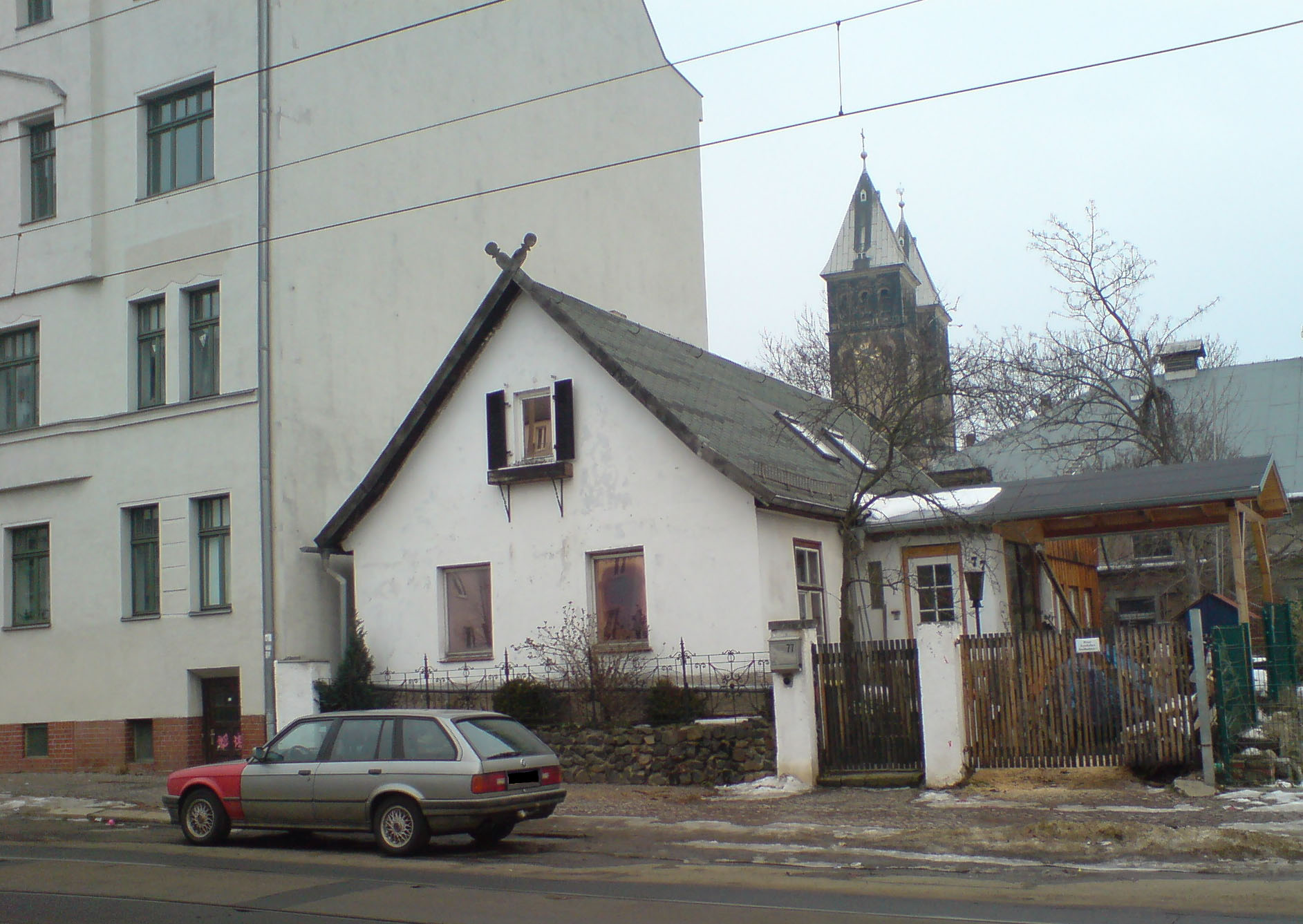
Haus aus dem 18. Jahrhundert, Dieskaustraße 77

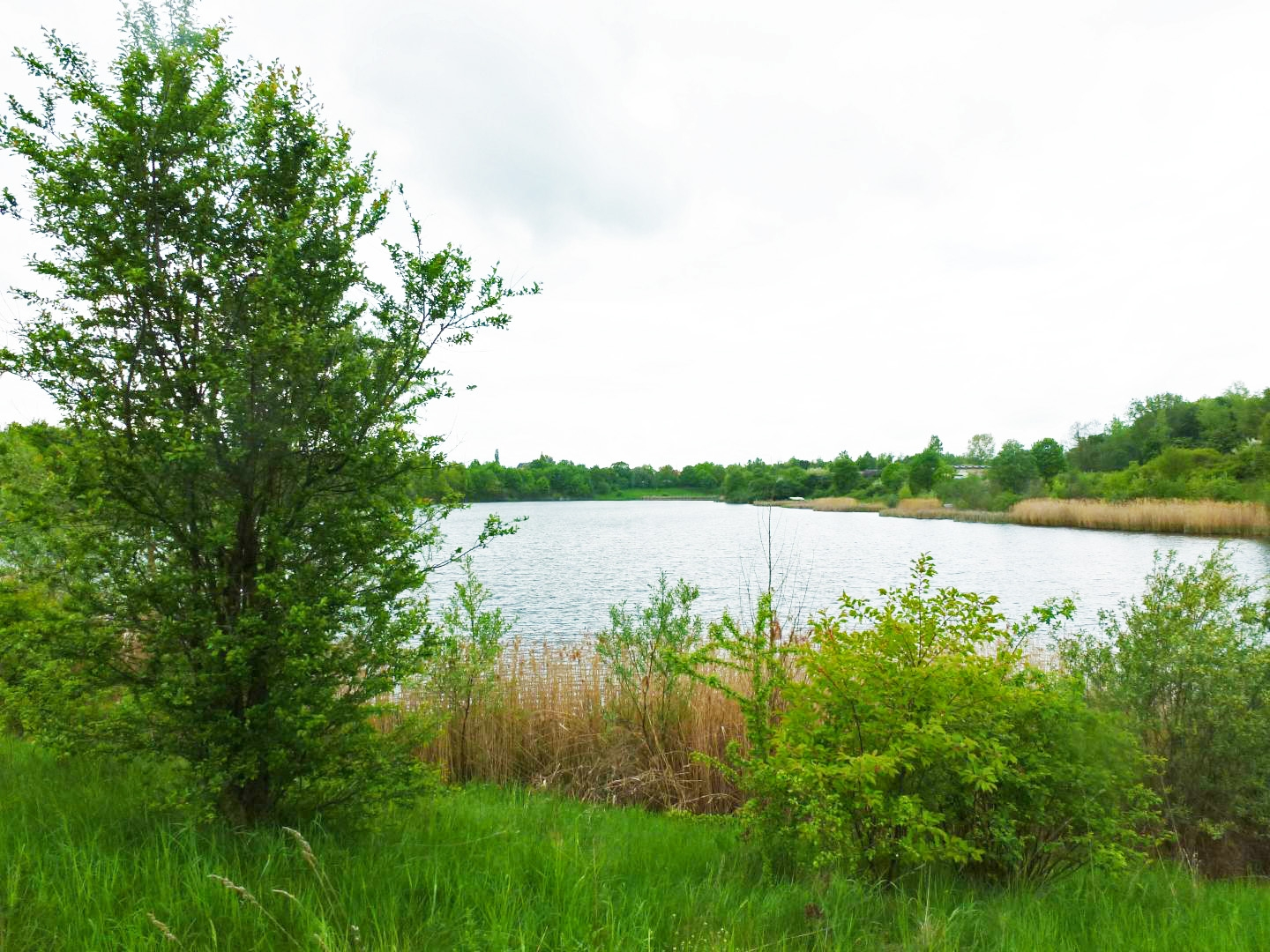
Naturbad Südwest

Innerhalb Kleinzschocher wird die Architektur teilweise noch durch zweigeschossige Mietzinshäuser, meist jedoch durch Jugendstilbauten sowie durch Gründerzeithäuser geprägt. Generell sind die Häuser entlang der gesamten Dieskaustraße zum Großteil renoviert, der Anteil der renovierten Häuser in den Querstraßen ist jedoch beachtlich gering. Das älteste noch existierende Haus aus dem 18. Jahrhundert steht in der Dieskaustraße 77. Ebenfalls liegt der Schwartzeplatz an der Dieskaustraße in Kleinzschocher. 1835 wurde dieser noch als Friedhof angelegt und bestand bis 1892 als solcher. Das ehemalige Berufsschulzentrum 2, das Johannes-Kepler-Gymnasium und die 56. Mittelschule befinden sich an der Dieskaustraße. Gegenüber dem Johannes-Kepler-Gymnasium ist der Martinsplatz, eine Kleingrünanlage. An der Kreuzung mit der Windorfer Straße liegt die Alfred-Rosch-Kampfbahn, eine heute nur noch selten genutzte Radrennbahn. In Windorf verläuft die Dieskaustraße entlang des Naturbades Südwest, einer ehemaligen Kiesgrube, die sich bis nach Knauthain erstreckt. Im Jahr 1996 begannen Bauarbeiten an dem modern gestalteten „Richard Wagner Gesamtwohnpark“, welcher schließlich 1997 fertiggestellt wurde.